# Ярнсакса (супутник)
Ярнсакса, також Сатурн L (лат. Jarnsaxa, давньоскан. Járnsaxa) — сорок третій за віддаленістю від планети супутник Сатурна. Відкритий Скоттом Шеппардом, Девідом Джевіттом, Дженом Кліна 5 січня 2006 року.
Ярнсакса має діаметр близько 6 кілометрів і обертається на відстані 18 556 900 км з періодом 943,784 діб, і нахилом орбіти 162,9° до екліптики у зворотному порядку з ексцентриситетом 0,1918. Супутник належить до скандинавської групи (підгрупа Феби) нерегулярних супутників Сатурна.
Назву супутник отримав 20 вересня 2007 року. У скандинавській міфології Ярнсакса — одна з йотунів, коханка Тора.

## Корисні посилання
- Дані супутників Сатурна (Інститут астрономії) [Архівовано 15 травня 2011 у Wayback Machine.](англ.)
- Циркуляр МАС №8727: Оголошення про відкриття нових супутників Сатурна(англ.)
- Електронний циркуляр ЦМП MPEC 2006-M45: Вісім нових супутників Сатурна [Архівовано 5 вересня 2008 у Wayback Machine.](англ.)
- Електронний циркуляр ЦМП MPEC 2007-D79: S/2006 S 6 [Архівовано 14 грудня 2012 у Archive.is] (англ.)